# 라르스 폰 트리어
라르스 폰 트리어(덴마크어: Lars von Trier 라르스 본 트리르[*], 1956년 4월 30일~)는 덴마크의 영화 감독, 각본가이다. 1980년대부터 덴마크의 대표적인 영화 감독으로 평가 받으며 도그마 95의 핵심 인물 중 한 명이다. 감독으로서 국제적인 명성을 얻었지만 영화의 선정성과 이로 인한 출연 배우 학대, 나치즘 옹호 등의 많은 문제를 남겨 비판의 대상이 되기도 한다.

## 생애
1956년 4월 30일 덴마크 륑뷔토르베크에 위치한 마을인 콩엔스륑뷔에서 태어났다. 코펜하겐 대학교에 진학하여 영화를 전공했으나 중퇴했다. 이후 덴마크 국립영화학교를 졸업하였으나, 나중에 '아무것도 배운 것이 없었다'고 회상하였다. 최초의 장편 영화는 1984년에 만든 《범죄의 요소》로, 이 영화를 통해 국제적으로 인정받았다.

## 작품
- <살인마 잭의 집> (2018)
- <님포매니악> (2013)
- <멜랑콜리아> (2011)
- <안티크라이스트> (2009)
- <워싱턴> (2007)
- <만덜레이> (2005)
- <다섯 개의 장애물> (2003)
- <도그빌> (2003)
- <어둠 속의 댄서> (2000)
- <백치들> (1998)
- <킹덤 2> (1997)
- <브레이킹 더 웨이브> (1996)
- <킹덤> (1994)
- <유로파> (1991)
- <에피데믹> (1988)
- <범죄의 요소> (1984)

## 사건
2011년 칸 영화제 당시의 폰 트리어는 인터뷰에서 나치 옹호 발언을 하여 상당한 논란을 불러 일으킨 사례가 있다.